# غريغ بوير
غريغ بوير (بالإنجليزية: Greg Boyer)‏ هو عازف ساكسفون أمريكي، ولد في 25 سبتمبر 1958.

## وصلات خارجية
- الموقع الرسمي